# Sota Kasahara
Sota Kasahara (笠原 宗太 Kasahara Sota?,  nacido el 9 de mayo de 1976 en Gunma) es un exfutbolista japonés. Jugaba de defensa y su último club fue el Tonan SC de Japón.

## Trayectoria

### Clubes
| Club                  | País  | Año         |
| --------------------- | ----- | ----------- |
| Otsuka Pharmaceutical | Japón | 1999        |
| Mito HollyHock        | Japón | 2000 - 2001 |
| Tonan SC              | Japón | 2002        |